# Геларі
Геларі (рум. Ghelari) — село у повіті Хунедоара в Румунії. Адміністративний центр комуни Геларі.
Село розташоване на відстані 295 км на північний захід від Бухареста, 21 км на південний захід від Деви, 134 км на південний захід від Клуж-Напоки, 121 км на схід від Тімішоари.

## Населення
За даними перепису населення 2002 року у селі проживали 1919 осіб.
Національний склад населення села:
| Національність | Кількість осіб | Відсоток |
| -------------- | -------------- | -------- |
| румуни         | 1881           | 98,0%    |
| угорці         | 38             | 2,0%     |

Рідною мовою назвали:
| Мова      | Кількість осіб | Відсоток |
| --------- | -------------- | -------- |
| румунська | 1892           | 98,6%    |
| угорська  | 26             | 1,4%     |